# Stanisław Tęczyński (1435–1484)
Stanisław Tęczyński herbu Topór (ur. 1435 – zm. 1484) – polski szlachcic, kasztelan wiślicki w latach 1479–1482, podkomorzy chełmski w latach 1467–1479.
Był synem Jana z Tęczyna herbu Topór i Barbary córki marszałka koronnego Zbigniewa z Brzezia herbu Zadora.

## Rodzina
W 1465 Stanisław poślubił Barbarę z Rożnowa herbu Sulima, córkę Jana a wnuczkę słynnego rycerza Zawiszy Czarnego z Garbowa. Miał cztery córki.